# Artale II Alagona
Artale II Alagona fue un noble siciliano del siglo XIV, brevemente marqués de Malta.
Fue hijo de Manfredi Alagona y Lukina Moncada (hija de Periconio Moncada y nieta de Guglielmo Raimondo Moncada y de Lukina Malta, condesa de Malta). Él es también el sobrino del Artale I Alagona que fue co-vicario de la Reino de Sicilia durante la minoría de edad de la reina María de Sicilia. Los vicarios trataron de imponer la boda a la joven reina con Gian Galeazzo Visconti para superar la oposición del rey Pedro IV de Aragón. Por desgracia para sus planes, Guillermo Ramón III de Moncada en la noche del 23 de enero de 1379 secuestró a María,para a continuación, llevarla a la corte de Pedro IV en Barcelona, donde finalmente se casó  con Martin el Joven. La joven pareja logra en 1392 devolver a los vicarios el poder en Sicilia.
Artale II Alagona sucedió a su tío Artale I Alagona (muerto en 1382) a la cabeza de la poderosa familia Alagona. Se opuso militarmente al regreso de María de Sicilia y su esposo Martín. A pesar de la derrota completa de los barones sicilianos, Artale II Alagona sigue resistiendo en algunos territorios: Piazza Armerina, Lentini, Paternò, Catania o Aci Castello. El padre de Artale, Manfredi y su hermano Jacopo fueron capturados por las tropas aragonesas para hecer ceder a Artale.
finalmente, Martin I le cede el 5 de julio de 1393 el Marquesado de Malta que había sido otorgado en 1392 a Guglielmo Raimondo III Moncada por sus servicios prestados. Artale acepta sin entregar el castillo de Aci. Pero el astuto Martín I de Sicilia espera a una visita de Artale a Malta para apoderarse de la fortaleza de Aci y la declara propiedad de la corona. Artale II Alagona intentó sin éxito llegar al castillo y será capturado con su esposa e hijo. Serán enviados al exilio en Malta.
Según diferentes versiones, él termina sus días en Malta, o logra unirse en Milán con los  Visconti que lo nombrará alcalde de Pavia en 1401 y Milán en 1402.